# Tavares (Band)

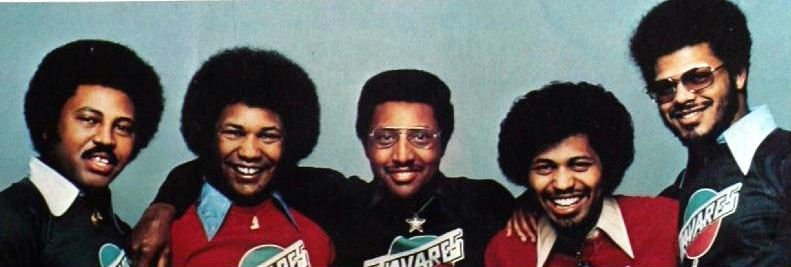
Tavares (1977)

Tavares (auch als The Tavares Brothers bekannt) ist eine mit dem Grammy ausgezeichnete US-amerikanische Soul-, Disco- und R&B-Band, die ihre größten Erfolge in den 1970er-Jahren feierte. Zwischen 1973 und 1983 gelangen der Gruppe insgesamt 27 Hits in den amerikanischen R&B-Charts. She’s Gone (1974), It Only Takes a Minute (1975) und Whodunit (1977) standen auf Platz eins. Heaven Must Be Missing an Angel und More Than a Woman (1976) waren weitere große internationale Hits von Tavares.

## Mitglieder
Die Band bestand ursprünglich aus den fünf Brüdern
- Ralph – Ralph Viera Tavares (* 10. Dezember 1942; † 8. Dezember 2021)
- Pooch – Arthur Paul Tavares (12. November 1943; † 15. April 2024)
- Chubby – Antone Lee Tavares (* 2. Juni 1945)
- Butch – Feliciano Tavares (* 18. Mai 1948)
- Tiny – Perry Lee Tavares (* 23. Oktober 1949)

## Geschichte

Label der Single Heaven must be missing an angel (1976)

Ursprünglich stammen die Tavares von den Kap Verden. Unter dem Namen Chubby and the Turnpikes traten die Brüder 1963 erstmals auf. Zehn Jahre später, 1973, unterschrieben sie einen Plattenvertrag bei Capitol Records und hatten mit Check It Out ihren ersten Hit. John Tavares, ein anderer Bruder, schied nach dem ersten Album der Gruppe aus, die sich laufend in den Charts präsentierte. 1975 wurde das erfolgreichste Jahr für Tavares, das Album In the City erreichte die Top 40 der US-Popcharts, die Single It Only Takes a Minute erreichte Platz zehn der Pop- und Platz eins der R&B-Charts. Heaven Must Be Missing an Angel (1976) war ein Millionenseller und ihr erster großer internationaler Hit (u. a. Platz vier in Großbritannien, Platz 38 in Deutschland und ihre einzige Nummer eins in den amerikanischen Disco-Charts). Remember What I Told You to Forget (1975), Don’t Take Away the Music (1976), Whodunit (1977) und The Ghost of Love (1977) waren weitere erfolgreiche Hits der Gruppe, die sich zunehmend im Disco-Stil der damaligen Zeit präsentierte.
So steuerte Tavares dann auch einen Hit zu einem der erfolgreichsten Alben aller Zeiten, dem Soundtrack zum Disco-Drama Saturday Night Fever, bei. Ihre Version des Bee-Gees-Songs More Than a Woman erreichte Platz 32 der US-Pop-Charts, Platz 7 in Großbritannien und die Gruppe erhielt dafür ihren einzigen Grammy.
Spätere Alben waren weniger erfolgreich, in den R&B-Charts gelangen ihnen aber weiterhin Top-10-Hits wie Never Had a Love Like This Before (1978/9), Bad Times (1980) und Deeper in Love (1983). A Penny for Your Thoughts im Jahr 1982 war der letzte Top-40-Erfolg in den Pop-Hitlisten der USA. Es war gleichzeitig die erste Single nach dem Wechsel von Capitol zu RCA. Hier veröffentlichten sie nur zwei Alben. Danach erschienen zwar auch noch hin und wieder Singles von Tavares, aber die große Zeit der Band war endgültig vorbei.
In Großbritannien, wo die Band bis 1978 acht Hits gehabt hatte, gelangten 1986 Ben-Liebrand-Remixe von Heaven Must Be Missing an Angel und It Only Takes a Minute in die Charts. 1992 coverten Take That den letztgenannten Titel und hatten damit ihren ersten Top-10-Erfolg im Vereinigten Königreich. Ein Jahr später erwachte auch das Interesse von Capitol wieder und veröffentlichte die CD The Best of Tavares.
Victor Tavares hatte die Gruppe bereits 1973 nach dem ersten Plattenerfolg verlassen. Er veröffentlichte 1981 für Polydor eine erfolglose Solo-LP namens Victor Tavares. 1983 verließ Ralph Tavares die Band und wurde Gerichtsbeamter, trat aber ab 2014 wieder mit seinen Brüdern auf. Mitte der 1990er-Jahre stieg auch Perry Lee „Tiny“ Tavares vorübergehend aus der Gruppe aus, ist aber seit 2009 wieder dabei.
2014 wurde die Gruppe in die Rhode Island Music Hall of Fame aufgenommen. Tavares trat bis zum Tod von Pooch Tavares als Quartett weiterhin live auf.

## Diskografie

### Alben
| Jahr | Titel               | Höchstplatzierung, Gesamtwochen, AuszeichnungChartplatzierungen (Jahr, Titel, Platzierungen, Wochen, Auszeichnungen, Anmerkungen) | Höchstplatzierung, Gesamtwochen, AuszeichnungChartplatzierungen (Jahr, Titel, Platzierungen, Wochen, Auszeichnungen, Anmerkungen) | Höchstplatzierung, Gesamtwochen, AuszeichnungChartplatzierungen (Jahr, Titel, Platzierungen, Wochen, Auszeichnungen, Anmerkungen) | Anmerkungen                                                  |
| Jahr | Titel               | UK | US | R&B | Anmerkungen                                                  |
| ---- | ------------------- | --- | --- | --- | ------------------------------------------------------------ |
| 1973 | Check It Out        | — | US160 (8 Wo.)US | R&B20 (13 Wo.)R&B | Erstveröffentlichung: Dezember 1973 erstes Album bei Capitol |
| 1974 | Hard Core Poetry    | — | US121 (23 Wo.)US | R&B11 (36 Wo.)R&B | Erstveröffentlichung: September 1974                         |
| 1975 | In the City         | — | US26 (17 Wo.)US | R&B8 (15 Wo.)R&B | Erstveröffentlichung: Juli 1975                              |
| 1976 | Sky High!           | UK22 (13 Wo.)UK | US24 (31 Wo.)US | R&B20 (29 Wo.)R&B | Erstveröffentlichung: Mai 1976                               |
| 1977 | Love Storm          | — | US59 (22 Wo.)US | R&B15 (18 Wo.)R&B | Erstveröffentlichung: März 1977                              |
| 1977 | The Best of Tavares | UK39 Silber · (2 Wo.)UK | US72 (10 Wo.)US | R&B42 (11 Wo.)R&B | Best-of-Album                                                |
| 1978 | Future Bound        | — | US115 (8 Wo.)US | R&B55 (5 Wo.)R&B | Erstveröffentlichung: April 1978                             |
| 1979 | Madam Butterfly     | — | US92 (11 Wo.)US | R&B13 (16 Wo.)R&B | Erstveröffentlichung: Januar 1979                            |
| 1980 | Supercharged        | — | US75 (7 Wo.)US | R&B20 (11 Wo.)R&B | Erstveröffentlichung: Februar 1980                           |
| 1982 | New Directions      | — | US137 (11 Wo.)US | R&B30 (30 Wo.)R&B | Erstveröffentlichung: November 1982 erstes Album bei RCA     |
| 1983 | Words and Music     | — | — | R&B48 (11 Wo.)R&B | Erstveröffentlichung: September 1983                         |

Weitere Alben
- 1980: Love Uprising (Capitol)
- 1981: Loveline (Capitol)
- 1983: Words and Music (RCA)

### Singles
| Jahr | Titel Album                                            | Höchstplatzierung, Gesamtwochen, AuszeichnungChartplatzierungen (Jahr, Titel, Album, Platzierungen, Wochen, Auszeichnungen, Anmerkungen) | Höchstplatzierung, Gesamtwochen, AuszeichnungChartplatzierungen (Jahr, Titel, Album, Platzierungen, Wochen, Auszeichnungen, Anmerkungen) | Höchstplatzierung, Gesamtwochen, AuszeichnungChartplatzierungen (Jahr, Titel, Album, Platzierungen, Wochen, Auszeichnungen, Anmerkungen) | Höchstplatzierung, Gesamtwochen, AuszeichnungChartplatzierungen (Jahr, Titel, Album, Platzierungen, Wochen, Auszeichnungen, Anmerkungen) | Anmerkungen |
| Jahr | Titel Album                                            | DE | UK | US | R&B | Anmerkungen |
| ---- | ------------------------------------------------------ | --- | --- | --- | --- | --- |
| 1973 | Check It Out                                           | — | — | US35 (12 Wo.)US | R&B5 (20 Wo.)R&B | Erstveröffentlichung: Juli 1973 Autoren: Floyd Butler, Billy Osborne                                                         |
| 1973 | That’s the Sound That Lonely Makes Check It Out        | — | — | US70 (7 Wo.)US | R&B10 (15 Wo.)R&B | Erstveröffentlichung: Dezember 1973 Autoren: Johnny Bristol, James Dean, John Glover                                         |
| 1974 | Too Late Hard Core Poetry                              | — | — | US59 (7 Wo.)US | R&B10 (13 Wo.)R&B | Erstveröffentlichung: April 1974 Autoren: Dennis Lambert, Brian Potter                                                       |
| 1974 | She’s Gone Hard Core Poetry                            | — | — | US50 (16 Wo.)US | R&B1 (18 Wo.)R&B | Erstveröffentlichung: August 1974 Original/Autoren: Daryl Hall, John Oates                                                   |
| 1975 | Remember What I Told You to Forget Hard Core Poetry    | — | — | US25 (11 Wo.)US | R&B4 (16 Wo.)R&B | Erstveröffentlichung: Februar 1975 Autoren: Dennis Lambert, Brian Potter                                                     |
| 1975 | It Only Takes a Minute In the City                     | — | — | US10 (18 Wo.)US | R&B1 (17 Wo.)R&B | Erstveröffentlichung: Juni 1975 Autoren: Dennis Lambert, Brian Potter; Platz 2 in den US-Dance-Charts                        |
| 1975 | Free Ride In the City                                  | — | — | US52 (6 Wo.)US | R&B8 (12 Wo.)R&B | Erstveröffentlichung: November 1975 Autoren: Dan Hartman                                                                     |
| 1976 | The Love I Never Had In the City                       | — | — | — | R&B11 (15 Wo.)R&B | Erstveröffentlichung: Februar 1976 Autoren: Dennis Lambert, Brian Potter                                                     |
| 1976 | Heaven Must Be Missing an Angel (Part 1) Sky High!     | DE38 (2 Wo.)DE | UK4 Silber (Physisch) + Silber (Digital) · (11 Wo.)UK                                                                                    | US15 Gold · (21 Wo.)US | R&B3 (19 Wo.)R&B | Erstveröffentlichung: Mai 1976 Autoren: Freddie Perren, Keni St. Lewis; Platz 1 in den US-Dance-Charts                       |
| 1976 | Don’t Take Away the Music Sky High!                    | — | UK4 Silber · (10 Wo.)UK | US34 (12 Wo.)US | R&B14 (14 Wo.)R&B | Erstveröffentlichung: Oktober 1976 Autoren: Freddie Perren, Keni St. Lewis, Christine Yarian; Platz 3 in den US-Dance-Charts |
| 1977 | The Mighty Power of Love Sky High!                     | — | UK25 (6 Wo.)UK | — | — | Erstveröffentlichung: Januar 1977 Autoren: Freddie Perren, Keni St. Lewis                                                    |
| 1977 | Whodunit Love Storm                                    | — | UK5 (10 Wo.)UK | US22 (15 Wo.)US | R&B1 (17 Wo.)R&B | Erstveröffentlichung: Februar 1977 Autoren: Freddie Perren, Keni St. Lewis                                                   |
| 1977 | One Step Awy Love Storm                                | — | UK16 (7 Wo.)UK | — | — | Erstveröffentlichung: Juni 1977 Autoren: Freddie Perren, Keni St. Lewis                                                      |
| 1977 | Goodnight My Love Love Storm                           | — | — | — | R&B14 (11 Wo.)R&B | Erstveröffentlichung: Mai 1977 Autoren: George Motola, John Marascalco                                                       |
| 1977 | More Than a Woman Future Bound                         | — | UK7 (11 Wo.)UK | US32 (21 Wo.)US | R&B36 (14 Wo.)R&B | Erstveröffentlichung: Dezember 1977 Autoren: B. Gibb, R. Gibb, M. Gibb aus dem Film Saturday Night Fever                     |
| 1978 | The Ghost of Love (Part 1) Future Bound                | — | UK29 (6 Wo.)UK | — | R&B48 (11 Wo.)R&B | Erstveröffentlichung: Februar 1978 Autor: Keni St. Lewis                                                                     |
| 1978 | Slow Train to Paradise Future Bound                    | — | UK62 (3 Wo.)UK | — | — | Autoren: Dave Callens, Lucy Garber, Ed Villareal                                                                             |
| 1978 | Timber Future Bound                                    | — | — | — | R&B94 (2 Wo.)R&B | Autor: Keni St. Lewis |
| 1978 | Never Had a Love Like This Before Madam Butterfly      | — | — | — | R&B5 (22 Wo.)R&B | Autoren: Len Ron Hanks, Zane Grey                                                                                            |
| 1979 | Straight from the Heart Madam Butterfly                | — | — | — | R&B77 (4 Wo.)R&B | Autoren: Len Ron Hanks, Zane Grey                                                                                            |
| 1979 | Bad Times Supercharged                                 | — | — | US47 (10 Wo.)US | R&B10 (17 Wo.)R&B | Autor: Gerard McMahon |
| 1980 | I Can’t Go On Living Without You Supercharged          | — | — | — | R&B42 (9 Wo.)R&B | Autor: Benjamin Wright |
| 1980 | Love Uprising                                          | — | — | — | R&B17 (16 Wo.)R&B | Autoren: René Moore, Angela Winbush                                                                                          |
| 1981 | Loneliness Love Uprising                               | — | — | — | R&B64 (5 Wo.)R&B | Autoren: Benjamin Wright, Lloyd Price                                                                                        |
| 1981 | Turn Out the Nightlight Loveline                       | — | — | — | R&B45 (10 Wo.)R&B | Autoren: Andrew Woolfolk, Bunny Hull                                                                                         |
| 1981 | Loveline                                               | — | — | — | R&B47 (9 Wo.)R&B | Autoren: Kashif Saleem, Paul Laurence                                                                                        |
| 1982 | A Penny for Your Thoughts New Directions               | — | — | US33 (21 Wo.)US | R&B16 (17 Wo.)R&B | Autor: Kenny Nolan |
| 1983 | Got to Find My Way Back to You New Directions          | — | — | — | R&B24 (10 Wo.)R&B | Autoren: Kris Young, Richard Wyatt Jr.                                                                                       |
| 1983 | Deeper in Love Words and Music                         | — | — | — | R&B10 (14 Wo.)R&B | Autoren: Dana Meyers, Dominic Leslie, Wardell Potts                                                                          |
| 1983 | Words and Music                                        | — | — | — | R&B29 (12 Wo.)R&B | Autor: Kenny Nolan |
| 1986 | Heaven Must Be Missing an Angel (Ben Liebrand Remix) – | — | UK12 (9 Wo.)UK | — | — | Remix des Songs von 1976 Autoren: Freddie Perren, Keni St. Lewis                                                             |
| 1986 | It Only Takes a Minute (Ben Liebrand Remix) –          | — | UK12 (9 Wo.)UK | — | — | Remix des Songs von 1975 Autoren: Dennis Lambert, Brian Potter                                                               |